# カイセリ県
カイセリ県(カイセリけん、トルコ語: Kayseri ili)は、トルコ中央部、中央アナトリア地方の県。北から時計回りにスィヴァス、カフラマンマラシュ県、アダナ、ニーデ、ネヴシェヒル、ヨズガトの各県と接している。
県都はカイセリであるが、現在のカイセリはHacılar、İncesu、Kocasinan、Melikgazi、Talasの区からなる都市圏の総称である。この都市圏の人口はおおよそ90万人。なお、2012年以降、カイセリ県とカイセリ大都市自治体は同一の範囲となっている。
トルコの神話と密接な地域を多く持っておりトルコの歴史に重要な地域である。アナトリアの中央部に位置しており、エルジェス山、ハッサン山、アリ山などの山々に囲まれている。アリ山は有名なアリババの話にちなんで名づけられており、アリババはこの近くに住んでいたと言われている。

## 地理

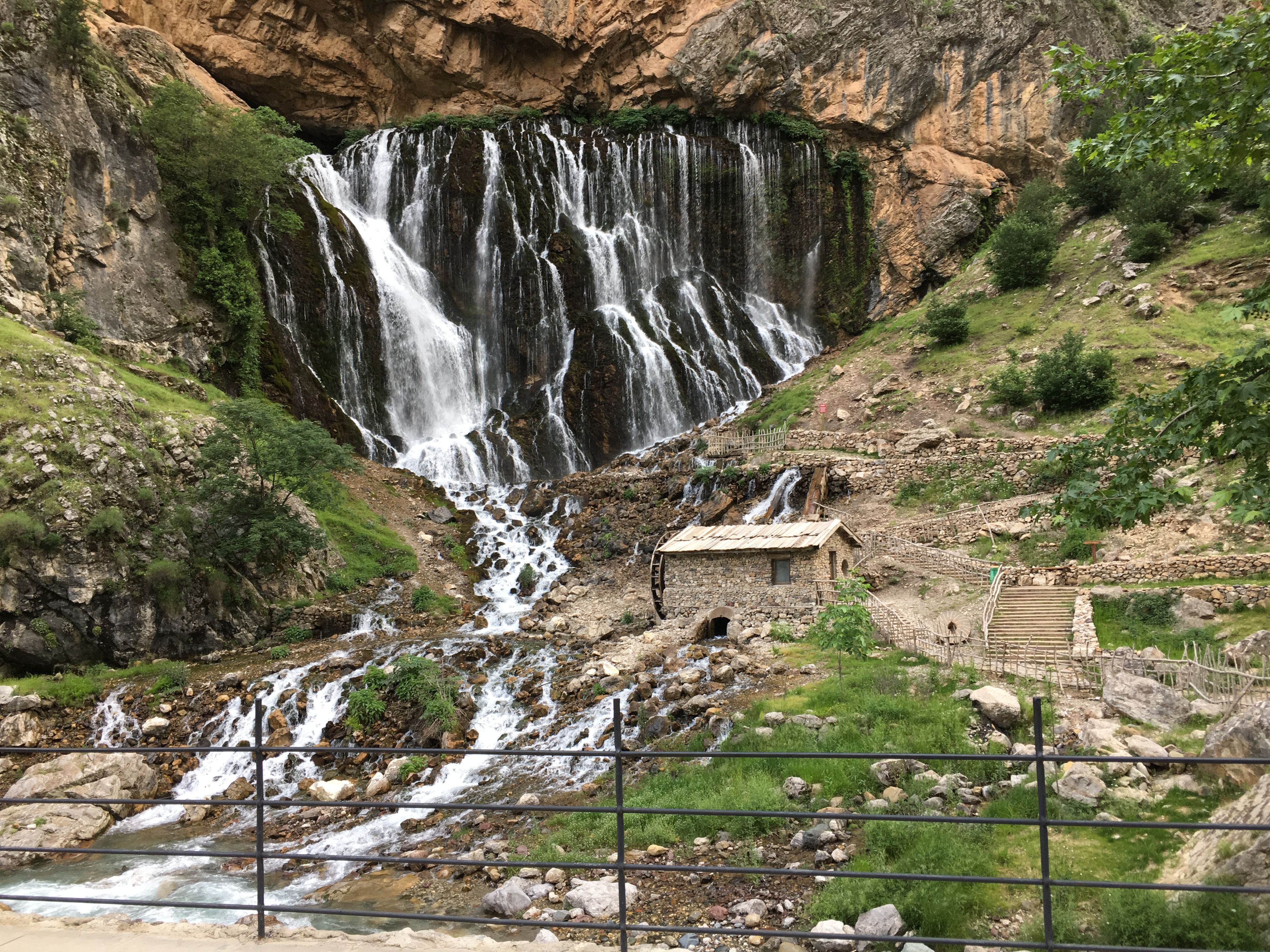
アラダーラル国立公園のエリフ滝

エルジェス山はカイセリの25km南に位置している。この山は中央アナトリア一高い山であり、死火山である。

## 歴史
カイセリの歴史に最初に名前を残した街はマサカである。
さらに、ローマ時代、この県はカエサルにちなんでカエサレアに変更される。その後カエサレハ1084年にダニシュメンド王朝に征服され、さらにこの地を占領したセルジューク朝トルコがこの県を新しい建築やモスクを建てることで近代化した。この時代、スィファハネというトルコで最初の病院が建築された。これはスルタンの娘、ゲヴヘル・ネシベ・ハトゥン(Gevher Nesibe Hatun)王女が設立し、1206年に終了した。
オスマン時代にカイセリはトルコの芸術や詩のメッカになった。セイド・ブルハッネディーンがこの地に住み、カディ・ブルハネッディーン、セイラニなどもこの地に住んだ。Seynariは1807年に生まれた。またミマール・スィナンはカイセリ出身である。
トルコの神話ではハッサン・ババという男は毎年8月になるとアリババに山から溶けない雪を持ってきたという。
現代では近代的なビルやミュージアムが建っており特徴的なモニュメントや像が見られる。
1988年にカイセリ市は大都市自治体に指定されており、2012年に指定範囲は全県に拡大している。

## カイセリの交通
タクシー、バス交通が使える。カイセリ国際空港があり、ターキッシュ エアラインズが出ている。

## 下位自治体
- アックシュラ（Akkışla）
- ビュンヤン（Bünyan）
- デヴェリ（Develi）
- フェラヒイェ（Felahiye）
- ハジュラル（Hacılar）
- インジェス（İncesu）
- コジャスィナン（Kocasinan）
- メリクガズィ（Melikgazi）
- エズヴァタン（Özvatan）
- プナルバシュ（Pınarbaşı）
- サルオーラン（Sarıoğlan）
- サルズ（Sarız）
- タラス（Talas）
- トマルザ（Tomarza）
- ヤフヤル（Yahyalı）
- イェシルヒサール（Yeşilhisar）